# Muszkarin

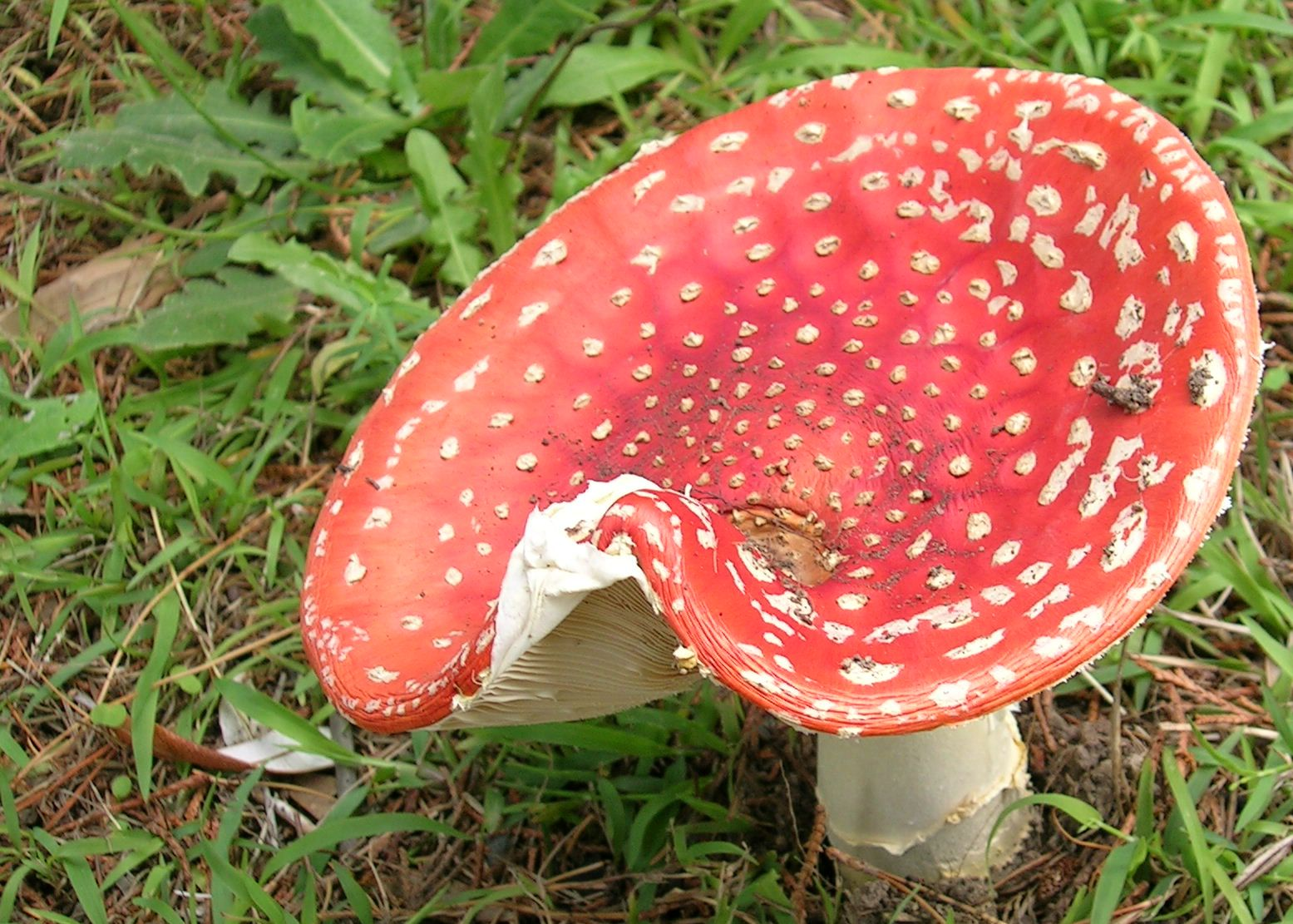
Légyölő galóca (Amanita muscaria)

A muszkarin, l-(+)-muszkarin, néhány gombafajban előforduló szekunder anyagcseretermék. Inocybe és Clitocybe fajokban fordul elő többek között a mérgező C. dealbata-ban. Elsőként 1869-ben a légyölő galócából (Amanita muscaria) izolálták, innen kapta a nevét. 
Ez volt az első megismert paraszimpatomimetikus hatású vegyület. Erősen aktiválja a perifériás paraszimpatikus idegrendszert, izomgörcsöket és halált okozhat.
A központi idegrendszerre nem hat, mivel nem jut át a vér-agy-gáton pozitív töltésű nitrogénatomja miatt. A muszkarin az acetilkolin neurotranszmitter hatását utánozza; a metabotróp muszkarinos acetilkolin receptorokhoz kapcsolódik. 
A muszkarinmérgezés tünetei: a megnövekedett nyálelválasztás, izzadás, könnyezés a gomba fogyasztása után 15-30 perccel. Nagy adagok bevételét hasfájás, hányinger, hasmenés, homályos látás és nehéz légzés kíséri. A mérgezés tünetei 2 óra után enyhülnek. Ritkán halálhoz vezethet, amit szívelégtelenség, légzési elégtelenség okoz. Az ellenméreg az atropin. 
A muszkarin csak nyomokban található meg a légyölő galócában, itt inkább muszcimol van jelen jelentősebb mennyiségben. Az Entoloma és a Mycena gombafajokban olyan mennyiségben van a muszkarin, hogy fogyasztásuk veszélyes. Veszélytelen mennyiségekben a Boletus, Hygrocybe, Lactarius és a Russula fajokban is megtalálható.

## Külső hivatkozások
- Treatment of muscarine poisoning
- Psychoactive Amanitas on Erowid